# Tatsuro Kimura
Tatsuro Kimura (født 24. juni 1984) er en tidligere japansk fodboldspiller.
Han har spillet for flere forskellige klubber i sin karriere, herunder Sanfrecce Hiroshima.